# Леонидово (Московская область)
Леонидово — деревня в Московской области России. Входит в городской округ Солнечногорск. Население — 0 чел. (2010).

## География
Деревня Леонидово расположена на севере Московской области, в северной части округа, примерно в 10 км к северу от центра города Солнечногорска. Рядом протекает впадающая в Сестру река Желудовка. Ближайшие населённые пункты — деревни Болдино и Муравьёво.

## Население
| 1852 | 1859 | 1890 | 1899 | 1926 | 1966 | 1998 |
| ---- | ---- | ---- | ---- | ---- | ---- | ---- |
| 62   | ↘56  | ↗73  | ↗74  | ↗80  | ↘24  | ↘0   |
| 2002 | 2010 |      |      |      |      |      |
| →0   | →0   |      |      |      |      |      |

## История
Леонидово, деревня 1-го стана, Татищевой, Марьи Степан., Ген. Майор., крестьян 28 душ м. п., 34 ж., 7 дворов, 70 верст от стол., 15 от уездн. гор., близ шоссе.— Нистрем К. Указатель селений и жителей уездов Московской губернии, 1852 г.
В «Списке населённых мест» 1862 года Леванидово — владельческая деревня 1-го стана Клинского уезда Московской губернии по левую сторону Санкт-Петербурго-Московского тракта от города Клина на город Москву, в 15 верстах от уездного города и 9 верстах от становой квартиры, при колодцах, с 9 дворами и 56 жителями (28 мужчин, 28 женщин).
По данным на 1890 год — деревня Солнечногорской волости Клинского уезда с 73 душами населения, в 1899 году — деревня Вертлинской волости Клинского уезда, проживало 74 жителя.
В 1913 году — 14 дворов.
По материалам Всесоюзной переписи населения 1926 года — деревня Муравьёвского сельсовета Вертлинской волости Клинского уезда в 10,7 км от станции Подсолнечная Октябрьской железной дороги, проживало 80 жителей (39 мужчин, 41 женщина), насчитывалось 14 хозяйств, среди которых 13 крестьянских, имелась школа.
С 1929 года — населённый пункт в составе Солнечногорского района Московского округа Московской области. Постановлением ЦИК и СНК от 23 июля 1930 года округа как административно-территориальные единицы были ликвидированы.
1929—1954 гг. — деревня Муравьёвского сельсовета Солнечногорского района.
1954—1957, 1960—1963, 1965—1994 гг. — деревня Мошницкого сельсовета Солнечногорского района.
1957—1960 гг. — деревня Мошницкого сельсовета Химкинского района.
1963—1965 гг. — деревня Мошницкого сельсовета Солнечногорского укрупнённого сельского района.
С 1994 до 2006 гг. деревня входила в Мошницкий сельский округ Солнечногорского района.
С 2005 до 2019 гг. деревня включалась в Смирновское сельское поселение Солнечногорского муниципального района.
С 2019 года деревня входит в городской округ Солнечногорск, в рамках администрации которого относится с территориальному управлению Смирновское.